# Audi quattro concept
De Audi quattro concept is een conceptauto van de Duitse autofabrikant Audi die tijdens de Mondial de l'Automobile in 2010 tentoongesteld werd.
De quattro concept is een hommage aan de Audi quattro (Ur-quattro) en is gemaakt ter gelegenheid van het 30-jarig bestaand van het quattro vierwielaandrijvingssysteem.

## Technisch
De Audi quattro concept is gebaseerd op een ingekort platform, net zo als bij de originele Sport quattro, van de Audi RS5. De wielbasis is met 150 mm ingekort, de overhangen voor en achter zijn met 200 mm verkleind en het dak is 40 mm verlaagd.
De quattro concept wordt net zoals de originele quattro aangedreven door een vijfcilinder turbomotor, in dit geval de 2,5-liter TFSI-motor uit de Audi TT RS. Standaard levert deze motor een vermogen van 340 pk en een koppel van 450 Nm maar in de quattro concept levert hij een vermogen van 408 pk tussen 5.400 en 6.500 tpm en een koppel van 480 Nm tussen 1.600 en 5.300 tpm. Omdat de A5 (dus ook RS5) langsgeplaatste motoren heeft is de vijfcilinder ook in de lengte geplaatst (zoals bij de quattro).
De quattro concept is van de nieuwste generatie quattro voorzien afkomstig van de RS5 met een 40:60 (voor:achter) verdeling en een sportdifferentioneel in de achteras.
Door gebruik te maken van het Audi spaceframe (ASF), aluminium en carbonfiber bedraagt het gewichts slechts 1.300 kg; evenveel als de originele Sport quattro. Hierdoor is de gewicht/pk verhouding slechts 4,3 kg/pk, evenveel als een Audi R8 V10.